# 山名時義
山名 時義（やまな ときよし）は、南北朝時代の武将・守護大名。室町幕府侍所頭人・小侍所別当、美作国・伯耆国・但馬国・備後国守護。応仁の乱で有名な山名宗全（持豊）は孫に当たる。

## 略歴
正平元年/貞和2年（1346年）、山名時氏の五男として誕生。
父に従い中国地方を転戦、正平18年/貞治2年（1363年）秋、足利直冬や南朝と結んで度々室町幕府に反抗していた父が幕府の誘いを受け帰参を表明した際、時義は兄・氏冬と共に父の名代として上洛し、2代将軍・足利義詮に謁見、美作守護に任じられた。但し、正平21年/貞治5年（1366年）に次兄・義理に交替させられている。
建徳2年/応安4年（1371年）に父が没し長兄・師義が惣領となった時は伯耆を受け継ぎ、天授元年/永和元年（1375年）には幕府により侍所頭人、小侍所別当に任じられた。翌天授2年/永和2年（1376年）、師義が49歳で病死し、弟の一人である時義が山名氏当主となり、合わせて但馬守護職も継承した。時義の相続には甥で師義の子・山名満幸や兄・氏清が不満を持ったとされ、後の山名氏における内紛の原因となる。
天授5年/康暦元年（1379年）に起こった康暦の政変で今川了俊に代わって備後守護に任じられ、元中元年/至徳元年（1384年）に侍所頭人に再任された。山名氏はこの時点で全国66ヶ国の内11ヶ国も領有、「六分一殿」の通称を付けられる程の勢力を誇った。一方で、康暦の政変で失脚した細川頼之の復権に強く反対し、その振る舞いに不快感を覚えた3代将軍・足利義満が時義追討を計画したものの、実現しなかったという。
元中6年/康応元年（1389年）、死去。享年44。長男・時熙が惣領と但馬を、甥・氏之が伯耆を継いだが、程なくして「時義は生前将軍に対し不遜な態度があり、時熙と氏之にもそれが見られる」として3代将軍・足利義満から命じられた氏清・満幸らの追討を受けた。更に時義の死から2年後の元中8年/明徳2年（1391年）には時熙・氏之を赦免した義満の挑発により挙兵した氏清・満幸らが敗死し、山名氏の勢力は大きく衰退した（明徳の乱）。
墓所は兵庫県豊岡市の円通寺にあり、時熙と共に墓と木像が伝えられている。